# 香港島專線小巴4A線
香港島專線小巴4A線為一條來往石排灣、香港仔單向前往灣仔及銅鑼灣的專線小巴路線，並提供24小時的小巴服務，雖然官方資料有記錄其回程資料，可是實際上甚少有回程車。該線曾經為其中一條擁有最低分段收費的香港公共交通路線（現時石排灣往香港仔為$2.5）。
香港島專線小巴4S線為一條來往石排灣至香港仔的小巴循環線，其作用為輔助進智公交之4A、4B、4C、4M、35M及52線。

## 歷史
- 1975年7月：4號線開辦，經南風道、黃泥涌峽道及司徒拔道來往敬誠街。[1]
- 1976年12月17日：運輸署重組豪華小巴4、5、6號線，其中4號線改為來往香港仔舊大街及銅鑼灣（敬誠街），途經南風道、黃泥涌峽道及藍塘道，不再途經壽臣山及司徒拔道，並於假日增設敬誠街來往海洋公園的特別班次。[2]
- 1979年：來回程改經跑馬地。
- 1980年6月22日：調整收費，並延長至香港仔（石排灣）。[3]
- 1982年3月15日：為配合香港仔隧道通車，改經隧道，僅於跑馬地馬場進行賽馬時經跑馬地。總站由敬誠街遷往恩平道，並開辦灣仔短程輔助線。
- 1988年：正式改名為4A線。
- 1995年：總站由恩平道搬到景隆街，不再駛經禮頓道及希慎道等街道。
- 1999年9月1日：4S線開辦。
- 2007年8月1日：通宵服務N4A總站由景隆街遷往灣仔莊士敦道（循道衛理香港堂對出），不再服務銅鑼灣。
- 2009年7月4日：推出與56線轉乘本線（或相反）之八達通轉乘優惠。
- 2011年2月27日：推出與39C，39S，51，51S，58，58A，59A，63，63A，69轉乘本線往返石排灣（或相反）之八達通轉乘優惠。
- 2012年6月3日：調整收費，全程收費由HK$7調整至HK$8.5（通宵時段則由HK$8調整至HK$8.5），而分段收費由HK$1–$6調整至HK$1.1-$6.4不等，另取消由香港仔隧道收費廣場往銅鑼灣的分段收費。
- 2014年4月1日：調整通宵時段的4項分段收費。

## 客量
由於4A線的班次頻密，所以本路線的客流量一直維持在一個很高的水平。但由南區前往銅鑼灣的乘客，通常會選搭更直接的4C線。

## 服務時間
4A線
| 日期                                   | 服務時間    | 班次      |
| -------------------------------------- | ----------- | --------- |
| 由香港仔（石排灣）開往銅鑼灣（景隆街） |             |           |
| 星期一至五                             | 06:00-00:00 | 12-30分鐘 |
| 星期六                                 | 06:00-00:00 | 12-30分鐘 |
| 星期日及公眾假期                       | 06:00-00:00 | 12-30分鐘 |
| 由銅鑼灣（景隆街）開往香港仔（石排灣） |             |           |
| 星期一至五                             | 06:00-00:00 | 12-30分鐘 |
| 星期六                                 | 06:00-00:00 | 12-30分鐘 |
| 星期日及公眾假期                       | 06:00-00:00 | 12-30分鐘 |

N4A線
| 日期                                   | 服務時間    | 班次   |
| -------------------------------------- | ----------- | ------ |
| 由香港仔（石排灣）開往銅鑼灣（景隆街） |             |        |
| 星期一至五                             | 00:00-06:00 | 20分鐘 |
| 星期六                                 | 00:00-06:00 | 20分鐘 |
| 星期日及公眾假期                       | 00:00-06:00 | 20分鐘 |

## 行車路線
4A及N4A線
| 1                        | 石排灣小巴總站     | 石排灣邨公共運輸交匯處 |
| 2                        | 香港仔中心小巴總站 | 南寧街                 |
| 3                        | 聖伯多祿堂         | 香港仔大道             |
| 4                        | 漁暉道             | 香港仔大道             |
| 5                        | 業漁大樓           | 香港仔大道             |
| 6                        | 香港仔工業學校     | 黃竹坑道               |
| 7                        | 甄沾記大廈         | 黃竹坑道               |
| 8                        | 業興街             | 黃竹坑道               |
| 9                        | 黃竹坑遊樂場       | 黃竹坑道               |
| 10                       | 香港仔隧道收費廣場 | 黃竹坑道               |
| 香港仔隧道、黃泥涌峽天橋 |                    |                        |
| 11                       | 立德里             | 摩利臣山道             |
| 12                       | 南洋酒店           | 摩利臣山道             |
| 13                       | 利景酒店           | 灣仔道                 |
| 14                       | 克街               | 灣仔道                 |
| 15                       | 普樂里             | 灣仔道                 |
| 16                       | 大有商場           | 菲林明道               |
| 17                       | 駱克道街市         | 軒尼詩道               |
| 18                       | 杜老誌道           | 軒尼詩道               |
| 19                       | 馬師道天橋         | 馬師道                 |
| 20                       | 鵝頸橋底           | 駱克道                 |
| 21                       | 銅鑼灣廣場二期     | 駱克道                 |
| 22                       | 景隆街小巴總站     | 景隆街                 |

## 收費
4A
- 全程收費：$9.1
  - 香港仔（石排灣）往香港仔：$1.8
  - 黃竹坑道往銅鑼灣（崇光）：$6.0
  - 香港仔隧道往銅鑼灣（崇光）：$5.3
  - 摩理臣山道（有骨氣）往銅鑼灣（崇光）：$2.8

N4A
- 全程收費：$10.5（無任何分段收費）

| - 此路線大小同價。 - 65歲或以上長者使用長者或個人八達通（包括「樂悠咭」），合資格殘疾人士使用「殘疾人士身份」個人八達通，以及60至64歲香港居民使用「樂悠咭」繳付車資，均可享有每程劃一$2.0的政府長者及合資格殘疾人士公共交通票價優惠計劃。 - 乘客可以現金或八達通卡於上車時付款，不設找贖。 - 乘客如欲享用雙向分段收費並以八達通繳付車資，請於拍卡前預先通知車長調校收費。 |

### 八達通轉車優惠
1. 4A←→39C，39S，51，51S，52，58，58A，59，59A，63，63A：由本路線往香港仔方向於上車後1小時內轉乘上述路線，或由上述路線轉乘本路線往銅鑼灣方向，次程可獲$1優惠。
2. 5→4A：由本路線往香港仔方向於上車後1小時內轉乘以上路線往石排灣方向，第一程免費。
3. 4B，4C，4S，35M→4A、4A→4C，4B，5，35M：由以上路線往銅鑼灣／灣仔／香港仔方向於上車後30分鐘內轉乘本路線往銅鑼灣方向，可獲回贈首程車費。
4. 4A←→56：由本路線往銅鑼灣方向於上車後1小時內轉乘上述路線往北角方向，或由上述路線轉乘本路線往香港仔方向，兩程車費之中較低的一程收費為HK$1.5。
5. 4A←→39C，39S，51，51S，58，58A，59A，63，63A，69：由本路線由石排灣上車後1小時內轉乘上述路線往南區各屋苑、西環、瑪麗醫院或鰂魚涌方向，或由上述路線往香港仔方向轉乘本路線往石排灣方向，兩程車費之中較低的一程收費為HK$1，但本路線只適用於HK$2.5或以下之分段收費。
6. N4A←→N4C：由本路線往銅鑼灣方向於上車後1小時內轉乘上述路線往香港仔方向，第二程全免。

## 路線相關

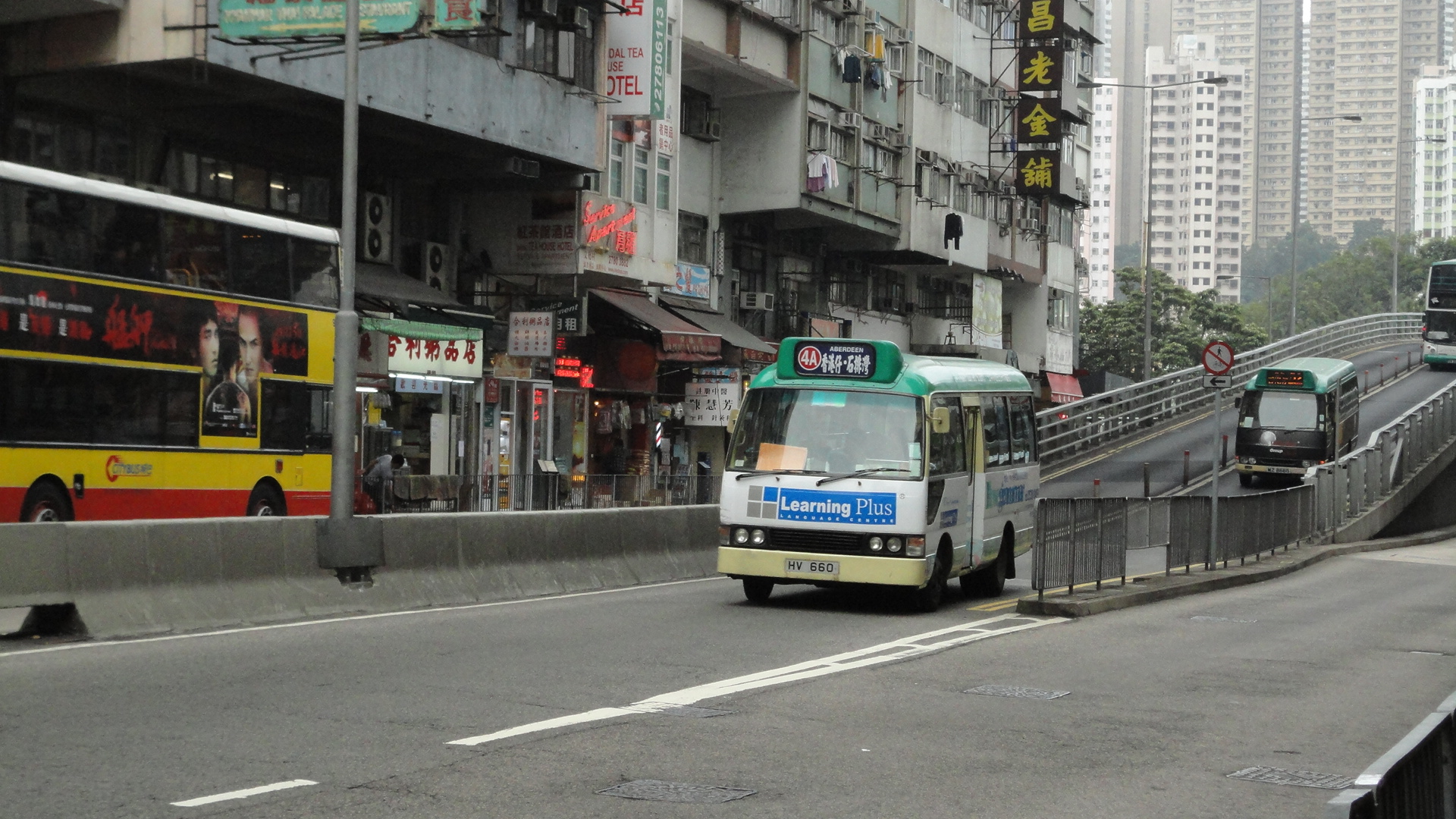
路線4A每日只提供數班回程車。

1. 4A線設有通宵服務，路線稱為N4A，全程收費$10.5（香港仔隧道後往灣仔$4.2、香港仔隧道後往香港仔/石排灣$5.9、香港仔-石排灣$4.2）
2. 自從銅鑼灣總站搬到景隆街後，所有4A線班到達銅鑼灣總站後，便會改行4C或5號線，或於告士打道起載4A線的回程車（平均每日只有數班），回程的乘客需要改乘4B、4C或35M線。